# Réserve naturelle du Sankuru
La réserve naturelle du Sankuru (RNSA) est une aire protégée de la république démocratique du Congo. Elle est située dans le nord du Kasaï-Oriental, dans le territoire de Lomela et de Katako-Kombe, sur une surface totale de 30 570 km2. Elle compte plusieurs espèces floristiques et fauniques comme le bonobo, l’okapi et l’éléphant de forêt et protège les sources des bassins hydrographiques de la Tshuapa, du Sankuru et de la Lukenye.

## Histoire
Elle est créée par une arrêté du ministère de l’Environnement le 6 novembre 2007 avec la participation de la Bonobo Conservation Initiative (BCI) et de l’ACOPRIK,.